# Мечеть Хасана Сезаї
Мече́ть Хаса́на Сезаї́ (тур. Hasan Sezai Camii) — мечеть у центрі міста Едірне, Туреччина, збудована Шахом Мелеком у 1486 році разом із текке. Комплекс також відомий як Текке Хасана Сезаї або Кюлліє Хасана Сезаї.

## Історія
Після того, як Шах Мелек-бей збудував мечеть Хасана Сезаї, через деякий час Екмекчізаде Ахмет-паша добудував відсутні елементи споруди. У 1631 році мечеть була оновлена Ісою Деде. У 1740 році Садик Ефенді, нащадок Хасана Сезаї Гюльшені, зруйнував мечеть до фундаменту та відбудував її заново.
Під час землетрусу 1953 року мечеть була повністю зруйнована; вціліла лише частина мінарету до шерефе (балкону).
Спеціальна провінційна адміністрація губернаторства Едірне експропріювала дві будівлі на двох окремих земельних ділянках навколо текке, після чого у 2013 році розпочалася її реставрація разом із мечеттю. Після дворічної реставрації мечеть була знову відкрита для богослужінь 11 грудня 2015 року після п'ятничної молитви. У рамках реставрації було відремонтовано тюрбе Хасана Сезаї, відновлено шадирван, відбудовано зруйнований месджид (малу мечеть), проведено благоустрій території, а також до комплексу (кюлліє) додано необхідні приміщення для обмивання та туалети.
Дерга, до складу якої входить мечеть, перебуває у власності Головного управління фондів і була зареєстрована як пам'ятка архітектури I групи, що підлягає охороні, рішенням Ради з охорони культурної та природної спадщини Едірне від 04.07.2003 за номером 7697. До двору ведуть два входи. На території хазіре (цвинтаря при мечеті) знаходиться близько 100 надгробків, 11 з яких були пошкоджені; у 2022 році вони були відреставровані та відремонтовані.